# Schöneck, Sachsen
Schöneck är en stad i Vogtlandkreis i förbundslandet Sachsen i Tyskland. Staden har cirka 3 000 invånare.
Kommunen ingår i förvaltningsområdet Schöneck/Mühlental tillsammans med kommunen Mühlental.